# Ehemalige Basler Tramlinien
Dieser Artikel behandelt die ehemaligen Linien der Strassenbahn Basel, die heute von den Basler Verkehrs-Betrieben (BVB) betrieben wird. Die heutigen Linien sind unter Basler Tramlinien aufgeführt.

## Linie 4
Diese Tramlinie wurde am 14. April 1897 auf der Strecke Claraplatz – Klybeckschloss in Betrieb genommen und in den folgenden Jahren kontinuierlich verlängert, bis zum Dorf Kleinhüningen (29. August 1897). Ausser während eines kurzen Zeitraumes von vier Jahren (Morgartenring – Barfüsserplatz; 1. Juni 1900 – 14. Oktober 1903) hatte die Tramlinie 4 ihre "Heimat" in Kleinhüningen, nur die Endstationen variierten:
- Kleinhüningen – Morgartenring (15. Oktober 1903 – 13. September 1913)
- Kleinhüningen – Bahnhof SBB (14. September 1913 – 7. Juni 1915)
- Kleinhüningen – Bahnhof SBB – Güterstrasse (8. Juni 1915 – 3. Dezember 1939)
- Kleinhüningen – Bahnhof SBB – Thiersteinerallee (4. Dezember 1939 – 6. Mai 1945)
- Kleinhüningen – Binningen (7. Mai 1945 – 28. Oktober 1951)
- Kleinhüningen – Bahnhof SBB (29. Oktober 1951 – 15. Oktober 1972)

In den letzten Jahren ihres Bestehens verkehrte sie als entgegengesetzte Ringlinie zur Linie 1 auf der Strecke Mustermesse – Marktplatz – Bahnhof SBB – Dreirosenbrücke – Mustermesse. Seit dem 2. Juni 1984 wird die Liniennummer 4 nicht mehr verwendet.

## Linie 5
Die Tramlinie 5 verband 1900–1932 das Gundeli ab der Haltestelle Güterstrasse mit dem elsässischen Saint-Louis (St. Ludwig), und 1932–1939 die Güterstrasse mit dem elsässischen Huningue (Hüningen). Während des Zweiten Weltkriegs fuhr die Linie nur auf dem schweizerischen Streckenabschnitt ab Huningue Grenze.
Ab 1947 verkehrte die Linie wieder nach St. Louis Grenze. Von dort bestand ein Umsteige-Anschluss an das Tram nach St. Louis, das zuerst ebenfalls unter der Liniennummer 5 verkehrte, aber von St. Louis in Eigenregie und nicht von den BVB betrieben wurde. Ende 1957 stellte St. Louis die Linie auf Autobusbetrieb um.
Auf dem schweizerischen Abschnitt verkehrte die Linie 5 unverändert von der französischen Grenze aus ins Gundeli und danach neu weiter aufs Bruderholz. Am 1. April 1968 wurde die Linie eingestellt. Seither verkehren nur noch wenige Einsatz- und Depotkurse mit der Linienbezeichnung 5.
Ende der 1970er-Jahre wurde vereinzelt eine Entlastungslinie vom Bruderholz über Jakobsberg (heutige Linie 16) und bei der Heiliggeistkirche geradeausfahrend (wie die Linie 15) über Aeschenplatz eine Linie 5 mit Rollmaterial der Linien 15/16 geführt – morgens stadteinwärts, mittags resp. abends stadtauswärts.
Die Linie 5 wird heute weitgehend durch die Linien 15 und 16 (Bruderholz) und die BLT-Linie 11 (St. Louis Grenze) abgedeckt.

## Linie 7
Die Tramlinie 7 verband Riehen Dorf vom 7. August 1908 bis zum 13. September 1913 mit der Isteinerstrasse, später Morgartenring (14. September 1913 – 30. November 1914). Nach der Verlängerung der Strecke bis an die Landesgrenze und bis nach Allschwil erhielt die Linie die heutige Nummer 6. Zwischen dem 1. Dezember 1914 und dem 31. August 1934 fand die Linienbezeichnung 7 nur noch Verwendung bei Einsatzkursen.
Ihre regelmässige Verwendung wurde dann am 1. September 1934 wieder aufgenommen und bezeichnete die Linie zwischen Binningen und dem Bahnhof SBB (bis 6. Mai 1945). Nach dem Krieg verkehrte sie zwischen dem Zoll Lysbüchel und Huningue (F) (14. Juli 1947 – 28. Oktober 1951), jedoch musste man an der Landesgrenze ein- und aussteigen zur Zollkontrolle. Danach verkehrte sie zwischen Binningen und der Schifflände (29. Oktober 1951 – 21. Januar 1985), wurde dann zu den Hauptverkehrszeiten bis zum Wiesenplatz verlängert (ab 28. Mai 1978). Während der Renovation des Dorenbachviaduktes verkehrte sie als Buslinie zwischen dem Bahnhof SBB und Binningen, bis sie am 3. Januar 1986 mit der Linie 2 nach Binningen zusammengeführt und als eigene Nummer definitiv eingestellt und die Liniennummer 7 aufgegeben wurde.

## Linie 9
Vom 5. Juli 1912 bis zum 30. September 1915 wurde die Tramlinie 9 meist als Einsatzkurs geführt und änderte dementsprechend oft ihre Linienführung. Ab dem 1. Oktober 1915 bis zum 21. Mai 1932 fuhr sie vom Morgartenring ins französische Huningue und vom 22. Mai 1932 an verkehrte sie parallel zur Linie 6 von Allschwil zum Barfüsserplatz (bis 3. Dezember 1932); z. T. über Joanniterbrücke bis zum Wiesenplatz (22. Mai 1932 – 1. September 1939) bzw. ins Eglisee (4. Dezember 1939 – 27. November 1960).
Vom 27. November 1960 bis zum 8. September 2017 wurde die Liniennummer 9 während knapp 57 Jahren nicht mehr verwendet. Einen Tag später erlebte die Linie 9 als Einsatzlinie zwischen Schifflände und Eglisee eine Renaissance, als wegen Gleisarbeiten der zentrale Knotenpunkt des Basler Tramnetzes, der Steinenberg, für drei Wochen komplett gesperrt werden musste. Sie befuhr damit nach fast sechs Jahrzehnten wieder einen Teil derjenigen Strecke, auf welcher sie vor der Einstellung zum Einsatz kam.

## Linie 12
Die Tramlinie 12 verkehrte von 1916 bis 1978 auf der Strecke der Linie 14 von/bis Muttenz. Heute nur bis Muttenz fahrende Trams tragen die Nummer 14 mit einem rot hervorgehobenen Endpunkt-Vermerk Muttenz.
Eine kurze Renaissance erlebte die Linie in den Wintern 2003/2004 und 2004/2005, als sie zu Spitzenzeiten zur Entlastung der Linie 14 auf dem Rundkurs Muttenz Rothausstrasse – Aeschenplatz → Theater → Heuwaage → IWB → Heiliggeistkirche → Aeschenplatz – Muttenz Rothausstrasse verkehrte.

## Linie 18

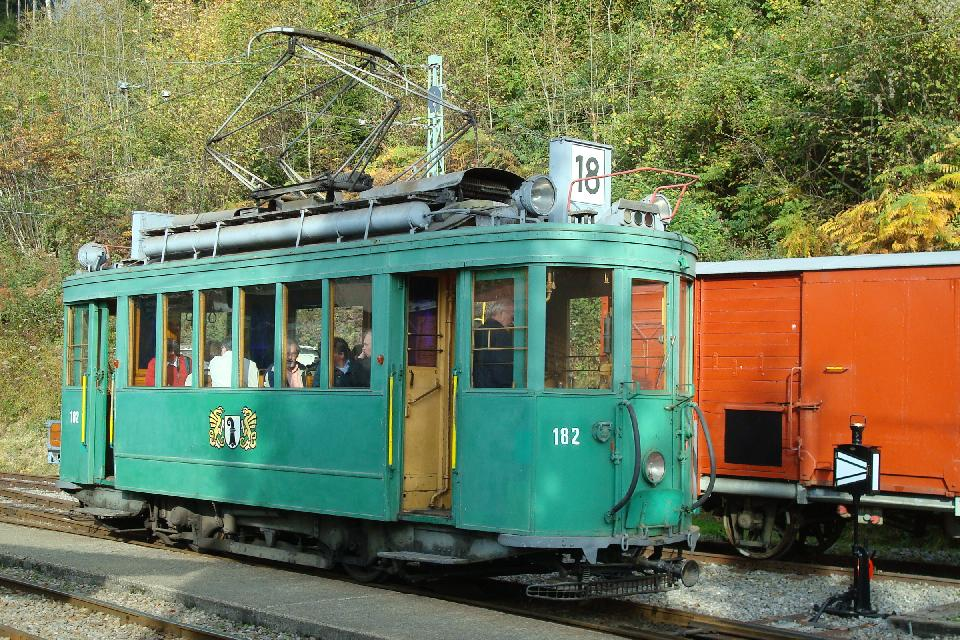
Strassenbahn-Motorwagen Ce 2/2 182 mit der Liniennummer 18

Die Tramlinie 18 bediente jahrzehntelang das Neubadquartier der Stadt Basel auf direktem Weg über die Heuwaage und endete an der Neuweilerstrasse. Ihre andere Endstation war die Schifflände – dort endeten auch die Linien 7 und 16. 1984 wurde die Linie 18 infolge Umstrukturierung des Liniennetzes gestrichen und neu durch die (alte) Linie 8 via Aeschenplatz und Bahnhof SBB ersetzt.

## Linie 22
Die Tramlinie 22 fuhr anfangs vom Badischen Bahnhof nach St. Jakob (22. Mai 1932 – 1. September 1939), fuhr vom 4. Dezember 1939 bis zum 18. Mai 1951 von der Schifflände nach St. Jakob, wurde am 19. Mai 1951 nach Schänzli verlängert und verband schliesslich vom 16. Oktober 1972 an Kleinhüningen mit dem Schänzli.
Die Linie 22 wurde am 27. Mai 1978 eingestellt – danach verkehrten allerdings noch Kurse in Richtung Schänzli mit der Nummer 22, während sie in Gegenrichtung als Nummer 14 verkehrten.

## Linie 23
Die Tramlinie 23 existierte nur eine kurze Zeitspanne vom 22. Mai 1932 bis zum 1. September 1939. Sie fuhr vom Barfüsserplatz zum Leimgrubenweg, während der Stosszeiten verkehrte sie ab Bourgfelden Grenze bzw. Burgfelderplatz/Missionsstrasse. Der Abschnitt Barfüsserplatz – Leimgrubenweg wird heute durch die Linie 16 befahren, die Strecke von Burgfelden Grenze durch die Linie 3.

## Linie 24
Die Tramlinie 24 begann vom 22. Mai 1932 an ihre Tour in Kleinhüningen. Zuerst fuhr sie über Güterstrasse zum Zwinglihaus (bis 30. August 1939). Für die Dauer des Zweiten Weltkrieges blieb diese Linie aus energiepolitischen Gründen eingestellt. Sie nahm am 18. Mai 1949 wieder ihren Betrieb auf und befuhr die Strecke Kleinhüningen – Claraplatz – Schifflände als Verstärkungslinie zu den Hauptverkehrszeiten. Seit dem 28. Mai 1978 wird die Liniennummer 24 nicht mehr verwendet.
An den Fasnachten 2004–2006 verkehrte sie als Speziallinie zwischen Riehen Grenze und Allschwil.

## Linie 25
Die Tramlinie 25 war von jeher eine Einsatzlinie zur Tramlinie 15 und verkehrte daher auch parallel zu ihr. Vom 1. August 1928 an fuhr sie vom Leimgrubenweg über die Innere Margarethenstrasse zur Mustermesse. 1930–1945 fuhr sie vom Leimgrubenweg über Denkmal nach St. Louis Grenze. Ab 1945 startete sie jeweils auf dem Bruderholz und fuhr über Denkmal zuerst zur Schifflände (bis 1946), dann zur Mustermesse (1946–1949) und schliesslich wieder bis St. Louis Grenze (bis 1950). Von 1951 bis 1961 fur sie vom Lysbüchel (Zoll) nach Huningue (F). Seit dem 13. April 1961 wird die Liniennummer 25 nicht mehr verwendet.

## Linie 26
Die Tramlinie 26 war – analog zur Tramlinie 25 – eine Ergänzungslinie der Tramlinie 16. Vom 15. Mai 1930 an verkehrte sie ab dem Bruderholz über Innere Margarethenstrasse zum Badischen Bahnhof (bis 21. Dezember 1932), und daraufhin bis nach Riehen Grenze (bis 28. September 1938). Während des Zweiten Weltkriegs wurde diese Linie eingestellt. Nach dem Krieg nahm sie wieder den Betrieb zwischen dem Leimgrubenweg und St. Louis Grenze über Innere Margarethenstrasse auf (7. Mai 1945 – 22. April 1946). Vom 23. April 1946 an begann sie beim Jakobsberg und fuhr über Innere Margarethenstrasse zuerst nach St. Louis Grenze (bis 17. Dezember 1949), später bis zur Mustermesse (21. Oktober 1962). Bis zu ihrer Einstellung am 31. März 1968 verband sie das Bruderholz mit der Mustermesse über Innere Margarethentrasse.
Ende der 1970er-Jahre wurde vereinzelt eine Entlastungslinie vom Bruderholz über Wolfschlucht (heutige Linie 15) und am Tellplatz linksabbiegend (wie die Linie 16) über Markthalle und Heuwaage eine Linie 26 mit DüWag als Rollmaterial geführt – morgens stadteinwärts, mittags resp. abends stadtauswärts.